# Gondolom, nem gyalog
A Gondolom, nem gyalog kifejezést Mészáros Lőrinc használta 2025 májusában, amikor a sajtó munkatársai azt tudakolták tőle, milyen módon érkezett meg a Paris Saint Germain - Internazionale Bajnokok Ligája döntő színhelyére.  A kifejezésből hamarosan mém lett. 
A Gondolom, nem gyalog szóösszetételre a Mészáros Lőrinc érdekeltségébe tartozó egyik vagyonkezelő cég, a Talentis Group Beruházás-szervező  Zrt. védjegybejelentést tett a Szellemi Tulajdon Nemzeti Hivatalánál 2025. június 27-én. 
Az M2502005 ügyszámú Gondolom, nem gyalog  védjegybejelentés árujegyzéke - többek között - papírárukra, ruházati termékekre és távközlési szolgáltatásokra terjed ki. 
Ha a védjegybejelentési eljárás végén a Szellemi Tulajdon Nemzeti Hivatala a védjegyet a jövőben lajstromozza, úgy a védjegyoltalom a bejelentés napjára visszamenő hatállyal illeti meg a jogosultat. A védjegyoltalom ugyanis a bejelentés napjára visszaható hatállyal, a lajstromozáskor keletkezik. 
Amennyiben a lajstromozás  megtörténik, bár ezt a kifejezést továbbra is lehet idézni,  azonban  tilos lesz az árujegyzékben foglalt áruk illetve szolgáltatások tekintetében  üzleti célra felhasználni, így pl. - többek között -  ruhákra vagy különböző nyomdaipari termékekre nyomtatni.